# Ска
Ска је музички жанр који је настао током педесетих година 20. века на Јамајци и то је претходник регеа и рокстедија. Ска комбинује елементе музике са Кариба, мента и калипса са џезом и ритмом и блузом. Почетком шездесетих година, ска је била доминантна музика на Јамајци као и популарна супкултура у Британији.

## Периоди
Историчари музике деле историју ска на три периода: 
- оригинална јамајканска сцена шездесетих (први талас),
- енглески двотонски (2 Tone) ска са краја седамдесетих (други талас) и
- трећи талас који је почео осамдесетих година а своју популарност у САД је постигао током деведесетих година двадесетог века.[2]

## Настанак
Нико не уме са сигурношћу да каже када је настала прва ска песма. Једноставно оно што су многи музичари свирали на више није личило на „регуларни“ Р&Б. Карактеристично обележје ска звука (а касније и реге музике) је нагласак на афтербиту („повратном“ ударцу). И за сам назив, „ска“ се верује да је настао по карактеристичном звуку гитаре, тако да су продуценти говорили својим музичарима „свирај оно скат!скат!...“. 
Без обзира на то како је настала, јамајкански први међународно признат музички облик без сумње потиче из гетоа западног Кингстона (Trenchtown), тада пун дошљака који су покушавали да се снађу у великом граду. Велики број раних звезда има ово заједничко порекло - Тутс Хиберт, Боб Марли, Џими Клиф. У филму „The Harder They Come“ Џими Клиф у главној улози даје уверљив портрет музичке индустрије тога времена: „Није ми било лако када сам први пут дошао у Кингстон. Стварно никог нисам знао. Морао сам да се за све сам изборим, а то је често било веома тешко.“
Јамајка је 1962. године добила политичку независност и национално одушевљење је дало нови подстицај музичарима да створе нови национални звук. Ска је у почетку био прихваћен само у гетоима, међутим ускоро почињу да га свирају и „uptown“ бендови, међу којима је најпознатији Byron Lee and The Dragoniers. Ли то овако објашњава : „Једног дана назвао ме је Едвард Сеага (тадашњи министар културе, касније и премијер Јамајке) и рекао да Јамајци као независној нацији треба сопствена музичка форма. Рекао ми је да покушам да развијем ска који се свирао у западном Кингстону. И тако смо ми почели да га свирамо. Било је коментара да смо претворили ска у комерцијалну музику, али да није било нас ска никада не би постао популаран.“
Један од најзначајнијих ска бендова свих времена су The Skatalites. Основани су 1963. године и кроз бенд је прошао велики број квалитетних музичара, међу којима су најпознатији Томи Мекук, Роланд Алфонсо (саксофон) и Дон Драмонд (тромбон). Групе које се састоје од изразитих индивидуалаца и изванредних музичара обично не трају дуго. Драмонд, који је имао озбиљне психичке тегобе, је 1964. године убио своју девојку, за шта је осуђен на робију где је убрзо и умро. Бенд је наставио да ради још неко време, али, иако њихов квалитет није опао ентузијазам сигурно јесте, тако да су се 1965. распали. The Skatalites нису били заједно дуже од 18 месеци, али за собом су оставили велики број изванредних хитова и огроман утицај. Неке од њихових најпознатијих песама су „Man In The Street“, „Guns Of Navarone“, „Pheonix City“, „''Addis Ababa“, „Silver Dollar“.
Велики број раних ска песама су обраде традиционалних народних песама, као сто су „Penny Reel“ и „Oil In My Lamp“. Изгледа да је музика долазила лакше од текстова тако да доста ска песама има готово бесмислене речи. Ово је и разумљиво - основни циљ је био да уз музику може да се игра.
Песма „My Boy Lollipop“ Мили Смол је била прва ска песма која је постигла међународни успех, доспевши на британску топ-листу. Познате песме овог периода су и „Simmer Down“ (The Wailers), „It's You“ (Toots and Maytals), „Miss Jamaica“ (Џими Клиф), „Forward March“ (Дерик Морган).